# 锺元辉
锺元辉（1912年6月—2009年8月9日），江西省上犹县营前镇樟树下村人，中国人民解放军将领、中国人民解放军开国少将。
早年参加中国工农红军，担任2师5团代理总支书记，2团总支书记，参加反围剿战役及长征。抗日战争期间，担任晋南支队政委兼5团政委。第二次国共内战期间，担任晋察冀军区3纵队41团政治委员、3纵队军法处处长、67军政治部组织部部长。中华人民共和国成立后，历任67军201师政治委员、华北军区干部管理部任免处处长，华北军区干部部任免处处长兼特种兵处处长，北京军区干部一般兵种任免调配处处长，北京军区干部部副部长，北京军区后勤部副政委，天津警备区政治委员。1955年，授予中国人民解放军少将。荣获二级八一勋章，二级独立自由勋章，一级解放勋章。2009年去世。